# جرمی کیماکون
جرمی کیماکون (انگلیسی: Jérémi Kimmakon؛ زادهٔ ۲۹ مهٔ ۱۹۹۴) بازیکن فوتبال اهل فرانسه است.
از باشگاه‌هایی که در آن بازی کرده‌است می‌توان به باشگاه فوتبال پاری سن ژرمن اشاره کرد.